# 喬治敦 (喬治亞州查塔姆縣)
喬治敦（英語：Georgetown）是位於美國喬治亞州查塔姆縣的一個人口普查指定地區。

## 地理
喬治敦的座標為31°58′47″N 81°13′56″W / 31.97972°N 81.23222°W，而該地最高點為海拔高度5米（即15英尺）。

## 人口
根據2010年美國人口普查的數據，喬治敦的面積為22.70平方千米，當中陸地面積為21.30平方千米，而水域面積為1.40平方千米。當地共有人口11823人，而人口密度為每平方千米520人。